# Sédécias (roi)
Pour les articles homonymes, voir Sédécias.
Sédécias ou Mathanias (hébreu : צִדְקִיָּהוּ Ṣidhqiyyāhû « Mon droit [est] YHWH » ; grec: ζεδεκιας Zedekias ; latin : Sedecias; arabe : صدقيا, Ṣidqiyyā), né en 618 av. J.-C., est le dernier roi de Juda. Sous son règne, sa capitale Jérusalem est détruite et son peuple déporté. Il est un contemporain du prophète Jérémie.

## Présentation
Mathanias (Mattanyahou) est le fils de Josias, roi de Juda, et de Hamutal, la fille de Jérémie de Libna. Frère cadet d'Elyakim et Joachaz, il a peu de chance d'accéder au trône. Mais après sa victoire sur Jérusalem en 597 av. J.-C., le roi babylonien Nabuchodonosor II déporte le roi Joaquin, neveu de Mathanias, et installe Mathanias sur le trône de Juda sous le nom de Sédécias.

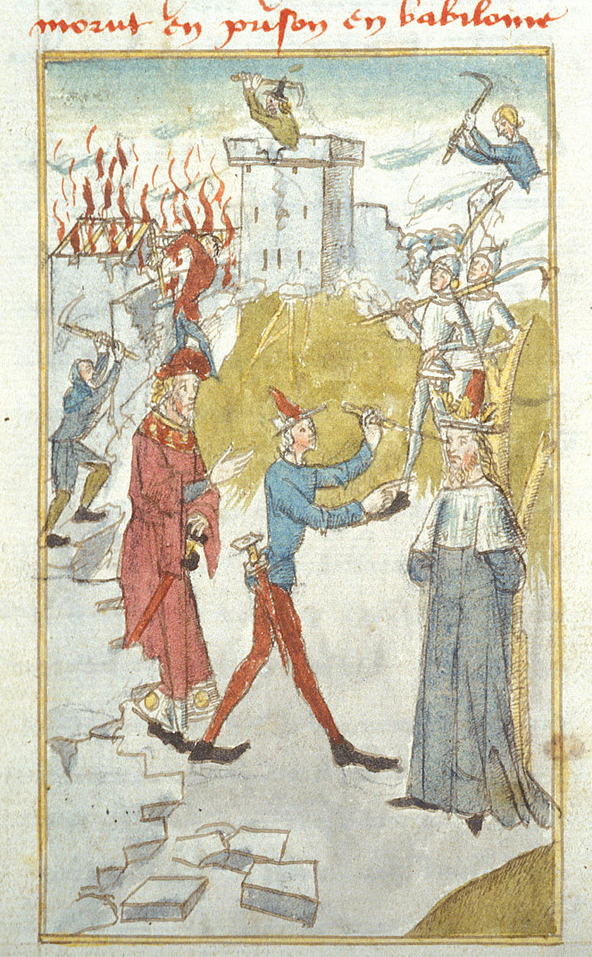
Destruction de Jérusalem et aveuglement de Sédécias. Miniature, Bible historiale (BL Harley 4412, f. 208v), collection Harley, British Library, Londres.

### Règne
Comptant sur l'intervention des Égyptiens, Sédécias veut secouer le joug des Babyloniens et se révolte contre Nabuchodonosor. Mais ce dernier intervient avec une armée, assiège Jérusalem pendant deux ans au bout desquels il détruit la ville, en 587 av. J.-C.. Sédécias est capturé, ses fils sont tués devant lui avant qu'on ne lui crève les yeux. Sédécias a un fils appelé Malkiya, propriétaire de la citerne dans laquelle est jeté le prophète Jérémie. Les filles de Sédécias sont épargnées et confiées au gouverneur Guedalia (en). Yishmael de la famille royale tue le gouverneur Guedalia (en) à Mitspa, capture les filles de Sédécias et se dirige vers le pays d'Amon. Yohanan part à la poursuite de Yismael, le rattrape à Gibeon et libère les filles de Sédécias. Yohanan emmène les filles de Sédécias au gîte de Kimham près de Bethléem puis dans la colonie juive de Tahpanhés en Égypte. Le Temple de Salomon et le palais royal sont incendiés, les trésors pillés et les murs de la ville sont démolis. Sédécias est déporté à Babylone avec une grande partie des habitants de Jérusalem. Sédécias meurt en prison à Babylone. Avec lui finit le royaume de Juda.

### Dans la Bible hébraïque
Dans la Bible, son règne est évoqué dans le Deuxième Livre des Rois et dans le livre de Jérémie (chapitres 21 à 38).

## Galerie

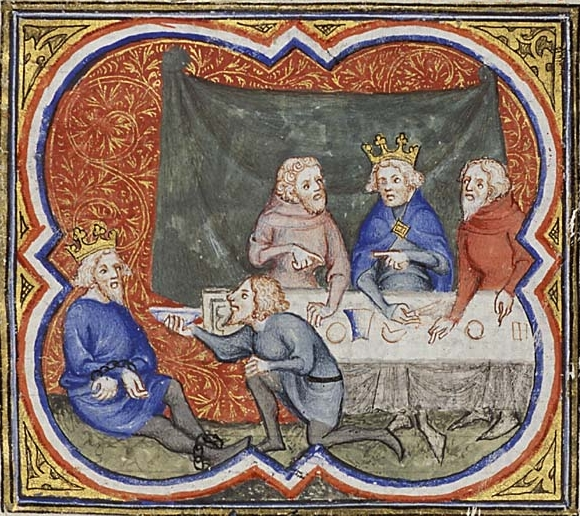
Sédécias enchaîné et mené à Nabuchodonosor (enluminure médiévale de Pierre le Mangeur, extraite de la Bible historiale)
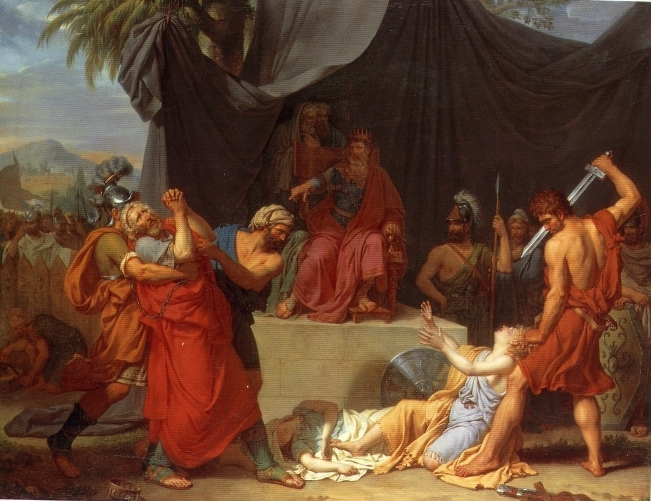
François-Xavier Fabre, Nabuchodonosor fait tuer les enfants de Sédécias sous les yeux de leur père, 1787, École nationale supérieure des beaux-arts

## Recherches contemporaines
William Foxwell Albright date le règne de Sédécias de 597 à 587 av. J.-C., tandis que Edwin R. Thiele le fait terminer en 586 av. J.-C..